# 兄弟姉妹
兄弟姉妹（けいていしまい、きょうだいしまい、英: siblings）は、同じ父と母から生まれた子供たちの総称。一般には呉音で「きょうだいしまい」と読まれることが多い。法律用語としては漢音で「けいていしまい」と読む。同胞（音:どうほう、訓:はらから）ともいう。教育学などではきょうだいというひらがな表記が兄弟姉妹の意味で使われることがある。

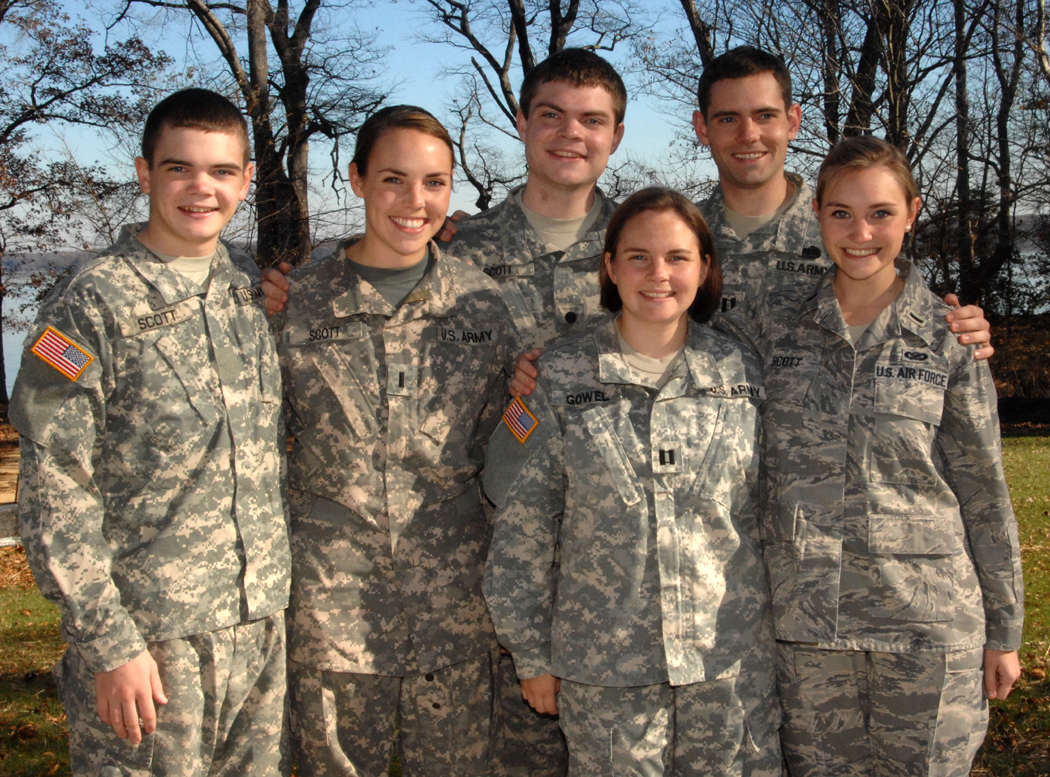
男三人、女三人のアメリカ陸軍の兄弟姉妹

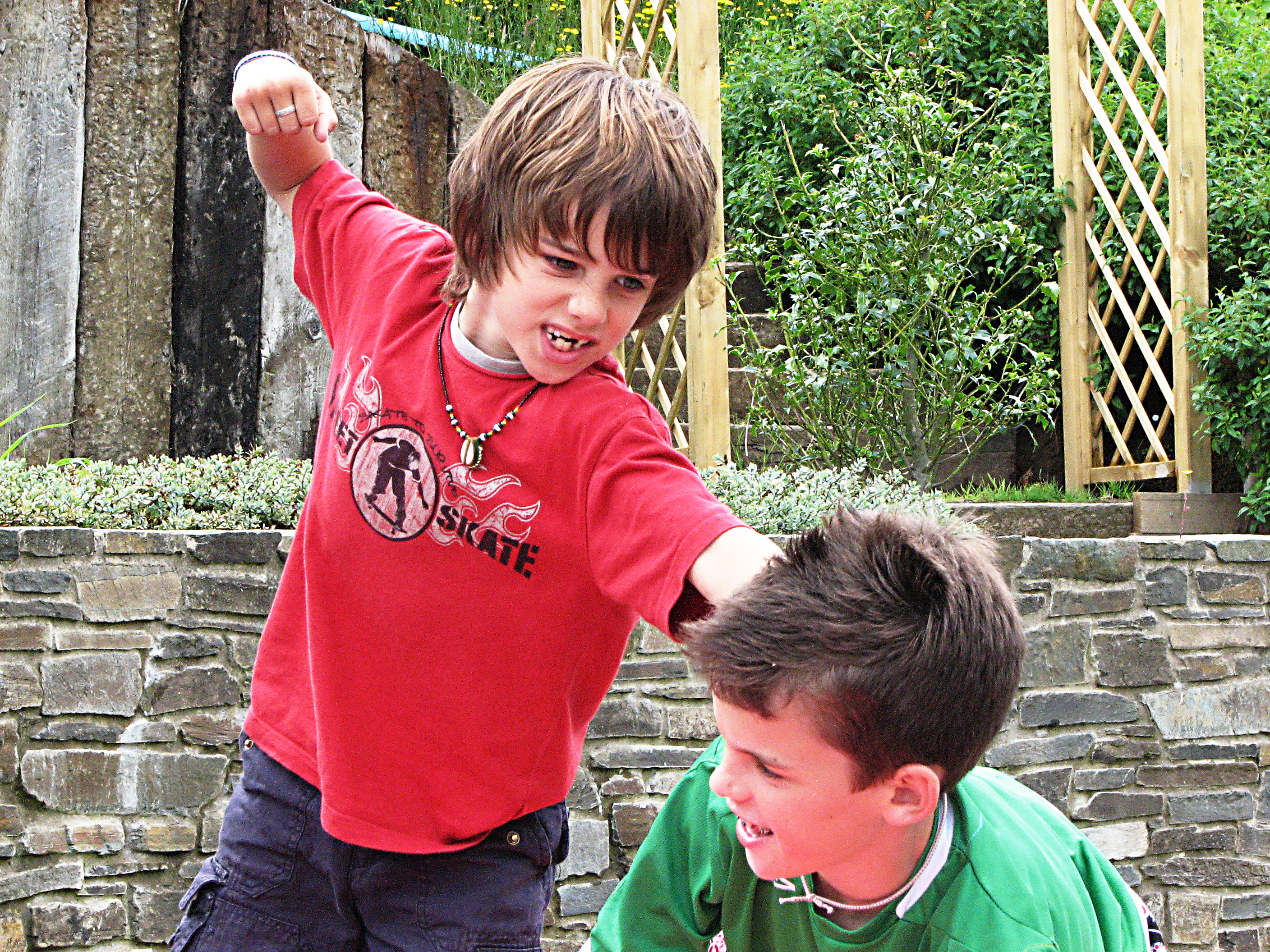
兄弟喧嘩

特に続柄では、同じ父と母から生まれた子供たちのうち、自分を除く者を指す。2親等の傍系親族に相当する。

## 呼称
続柄では、親が同じ先祖という関係の相手で、日本語では以下のような様々な呼び方がある。

### 同胞
父親と母親が共通。
- 兄弟 - 年上の者も年下の者も男性。もしくは3人以上の同胞で全員が男性。
  - 兄で弟 - 3人以上の兄弟の中間。最年長（長子）と最年少（末っ子）以外にあたる男性が該当する。
- 姉妹 - 年上の者も年下の者も女性。もしくは3人以上の同胞で全員が女性。
  - 姉で妹 - 3人以上の姉妹の中間。最年長（長子）と最年少（末っ子）以外にあたる女性が該当する。
- 兄妹（けいまい） - 年上の者が男性で年下の者が女性。
  - 兄弟と妹 - 3人以上の同胞で他が男性、最年少の者が女性。
  - 兄と姉妹 - 3人以上の同胞で最年長の者が男性、他が女性。
- 姉弟（してい） - 年上の者が女性で年下の者が男性。
  - 姉妹と弟 - 3人以上の同胞で他が女性、最年少の者が男性。
  - 姉と兄弟 - 3人以上の同胞で最年長の者が女性、他が男性。
- 兄姉（けいし） - 兄と姉、もしくは兄か姉。年上の同胞。
- 弟妹（ていまい） - 弟と妹、もしくは弟か妹。年下の同胞。
- 妹背・妹兄（いもせ）- 兄と妹、もしくは姉と弟、あるいは兄弟姉妹それぞれ（平安時代の用法であり、中世以降には夫婦の意に転化した）[2]。
- きょうだい（平仮名書き） - 同胞全般[3]、もしくは男女が混じっている3人以上の同胞。男女別・長幼の呼び分けの煩わしさや男女差別を避けるために使用する例が見受けられるが、統一されているわけではない。
- 多胎児 - 同じ母親の胎内で同時期に発育して生まれてきた者。
  - 双子（双生児、双胎） - 同じ母親の胎内で同時期に発育して生まれてきた2人の者。双子で先に生まれた方が兄や姉になる。後の方は弟や妹である。
  - 同じ母親の胎内で3人以上が同時期に発育して生まれてきた場合、人数により三つ子（品胎）・四つ子（要胎）・五つ子（周胎）、… と呼ばれる。
- 年子 - 同じ母親から1年違いで生まれてきた者どうしのこと。

### 異父母兄弟姉妹
父親が同じだが母親が違う者どうし、もしくは母親が同じだが父親が違う者どうしのこと。
- 異父兄弟姉妹（異父兄・異父弟・異父姉・異父妹） - 父親が異なり母親が同じ者。母と実父以外の男性の間に生まれた子供。俗に種違い、胤違い（たねちがい）と言う。読みはそれぞれ、いふけい、いふてい、いふし、いふまい[4]。
- 異母兄弟姉妹（異母兄・異母弟・異母姉・異母妹） - 父親が同じで母親が異なる者。父と実母以外の女性の間に生まれた子供。俗に腹違い（はらちがい）と言う。非嫡出子は原則として母の籍に入るため[注釈 1]、父の嫡出子とは異母兄弟姉妹となる。読みはそれぞれ、いぼけい、いぼてい、いぼし、いぼまい[4]。

### 義兄弟姉妹

#### 義兄弟姉妹
義兄弟姉妹（義兄、義弟、義姉、義妹）は、血縁関係にないが兄弟姉妹のような間柄になっている者どうしのことであり、以下の異なる意味で用いられる。
- 同じ親の下で兄弟姉妹として暮らしている者どうしのこと。
  - 同じ親に養子と実子がいるとき、その養子と実子の関係。
  - 同じ親の養子どうし。
  - 連れ子 - 自分の親が再婚したときに新たに配偶者となった者の子供。
- 配偶者が兄弟姉妹である者どうしのこと。ある人から見て、その人の配偶者の兄弟姉妹、もしくはその人の兄弟姉妹の配偶者。
  - 配偶者の兄や姉の夫を義兄（ぎけい）、配偶者の弟や妹の夫を義弟（ぎてい）、配偶者の姉や兄の妻を義姉（ぎし）、配偶者の妹や弟の妻を義妹（ぎまい）といい、義兄と義姉は対象者より年上、義弟と義妹は対象者より年下であるとは限らない。呼び方は自由であり、自分より年長な配偶者の兄弟や姉妹の夫を「お兄さん」と呼ぶ場合もあり、自分より年長な配偶者の姉妹や兄弟の妻を「お姉さん」と呼ぶ場合もある。
  - 俗に配偶者の兄弟を小舅（こじゅうと）、配偶者の姉妹を小姑（こじゅうとめ、こじゅうと）ともいう。
  - 姉の夫を姉婿（あねむこ）、妹の夫を妹婿（いもうとむこ）、兄の妻を兄嫁/嫂（あによめ）、弟の妻を弟嫁（おとうとよめ）という。※姑、婿、嫁といった言い方は、戦前の「家」制度に基づく封建的用語であり、近年では若者を中心に使用されなくなってきている。
  - 稀ではあるが、兄弟姉妹の小舅・小姑と結婚した場合、兄弟姉妹の配偶者と配偶者の兄弟姉妹は同一人物となる。ただし、小舅・小姑の配偶者（同じ舅・姑をもつ嫁・婿同士、つまり配偶者同士が実の兄弟姉妹の関係にある者同士）は自身の血族でない限り自身の姻族とはならない。
- 歴史・伝説上の人物で、強い盟約を結んだ者どうしのことを指す場合もある。例として『三国志演義』に登場する劉備・関羽・張飛や、北欧神話に登場するオーディンとロキなど。詳細は義兄弟を参照。

## その他
学校の場合は同じ創設者や学校法人の場合は「兄弟校」といい、女子校同士の場合は「姉妹校」という。または親善・研究交流のある学校、都市同士も姉妹校、姉妹都市という。